# Чотири великих книги епохи Сун

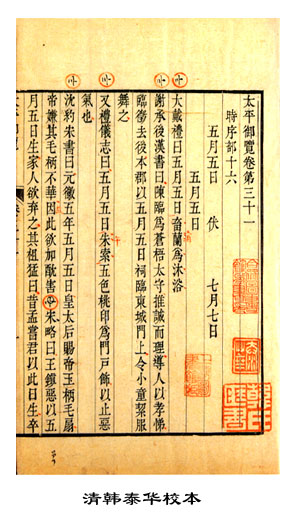
Енциклопедія «Тайпінь юй-лань» епохи Сун

«Чотири великих книги епохи Сун» (кит. трад. 宋四大書, 宋朝四大書, піньїнь: Songchao si da shu, акад. Сунчао си да шу) — одні з найбільш важливих енциклопедій в історії китайської літератури, повністю складені і відредаговані в XI столітті. Їх склали під керівництвом імператорів схоласти епохи Сун, які намагалися оглянути знання свого часу. До них належать: антологія «Веньюань інхуа» 文苑英華 енциклопедії «Тай-пінь гуан цзи» 太平廣記 «Тайпінь юй-лань» 太平御覽 і «Це фу юань гуй» 冊府元龜
«Тай-пінь гуан цзи», 500 сувоїв («цзюань») і 10 цзюаней змісту являє собою рід енциклопедії, в яку увійшли життєписи мудреців, знаменитих полководців, музикантів, пустельників, лікарів, марнотратників, п'яниць, каліграфів, тиранів, даосів, геніїв, фей, магів, розповіді про драконів, лисиць-демонів, привидів і таке інше, головним чином матеріал фантастичного, незвичайного характеру. Для її складання була залучена велика література (945 творів), значна частина яких в даний час вже не існує. У складанні енциклопедії брала участь комісія з 12 осіб на чолі з Лі Фаном 李昉 925—996), в складі Ху Мена 扈蒙 915—986), Сюй Суаня 徐铉, 916—991), У Шу 吳淑 947—1002), Люй Вень-джуна 吕文仲 Ван Ке-чжена 王克貞 та інших. Складання «Тай-пін гуан цзи» було закінчено в 978 році, після чого в 981 році був виданий указ про її надрукування.
Згідно з указом сунського імператора Чжень-цзуна (997 / 998—1022) одна з найбільших енциклопедій («лей шу», 類書 «Це фу юань гуй» (1013), що складається з більш ніж 9 млн. Ієрогліфів 1000 цзюанів і понад 1100 рубрик, була створена в жанрі «це фу», що має на увазі використання офіційних (династійних) історій («чжен ши», 正史 і ортодоксальних трактатів.